# Angelina
Angelina é um município brasileiro do estado de Santa Catarina. Localiza-se a uma latitude 27º34'07" sul e a uma longitude 48º59'07" oeste, estando a uma altitude de 450 metros. Sua população conforme censo do Brasil em 2022 era de 5 358 habitantes.
Possui uma área de 499,998 km².

## História

### Origens e povoamento
A história de Angelina começa em 1845, com a família Garcia, que fixa residência naquelas terras. Mais tarde Garcia passa a se chamar um distrito do município.
Inicialmente a colônia foi denominada Colônia Nacional, sendo reservada para nativos da região e descendentes de imigrantes açorianos da Villa de São José. Em 1858 chegaram os primeiros imigrantes alemães, vindos das colônias vizinhas de Sacramento, Santa Isabel e São Pedro de Alcântara, que batizaram o lugar com o nome de Villa Mundéus (armadilha rudimentar de caça usada na época). Além dos alemães, a Villa também abrigou imigrantes oriundos de Luxemburgo, França, Bélgica, Holanda, Itália e Polônia, que ali chegaram em torno de 1862. O encarregado de medir e demarcar os lotes da colônia e seu primeiro diretor foi o engenheiro agrimensor Carlos Othon Schlappal.

### Formação administrativa
Em 1891 torna-se distrito de São José e recebe o nome de Angelina, em homenagem ao então presidente do Conselho de Ministros do Rio de Janeiro, Ângelo Moniz da Silva Ferraz (Barão de Uruguaiana). Depois de 70 anos, a cidade de Angelina tornou-se a capital do município no dia 7 de dezembro de 1961, por força da Lei Estadual nº 781 daquela data. A instalação do município ocorreu por volta do data de 30 de dezembro de 1961. O primeiro prefeito escolhido sob nomeação do governo estadual foi o senhor Holvart Buck, sendo sucedido pelo senhor Antonio Francisco Machado. O primeiro prefeito que venceu as primeiras eleições municipais foi o senhor Osmar Celso Köerich.
Atualmente seus distritos são Garcia, Barra Clara e Angelina. E suas principais localidades são Rio Fortuna, Betânia (ex Rio Perdidas), Rio Engano, Rancho de Táboa, Linha dos Chaves, Palhocinha, Centro e Quarta Linha.

## Geografia

### Clima
O clima é quente e temperado. Existe uma pluviosidade significativa ao longo do ano em Angelina. Mesmo o mês mais seco ainda assim tem muita pluviosidade. De acordo com a Köppen e Geiger o clima é classificado como Cfa. Angelina tem uma temperatura média de 17.9 °C. Pluviosidade média anual de 1642 mm.
| Dados climatológicos para Angelina | Dados climatológicos para Angelina | Dados climatológicos para Angelina | Dados climatológicos para Angelina | Dados climatológicos para Angelina | Dados climatológicos para Angelina | Dados climatológicos para Angelina | Dados climatológicos para Angelina | Dados climatológicos para Angelina | Dados climatológicos para Angelina | Dados climatológicos para Angelina | Dados climatológicos para Angelina | Dados climatológicos para Angelina | Dados climatológicos para Angelina |
| Mês                                | Jan                                | Fev                                | Mar                                | Abr                                | Mai                                | Jun                                | Jul                                | Ago                                | Set                                | Out                                | Nov                                | Dez                                | Ano                                |
| ---------------------------------- | ---------------------------------- | ---------------------------------- | ---------------------------------- | ---------------------------------- | ---------------------------------- | ---------------------------------- | ---------------------------------- | ---------------------------------- | ---------------------------------- | ---------------------------------- | ---------------------------------- | ---------------------------------- | ---------------------------------- |
| Temperatura máxima média (°C)      | 26,5                               | 26,3                               | 24,8                               | 22,7                               | 19,8                               | 18                                 | 18,1                               | 18,9                               | 19,8                               | 21,5                               | 23,6                               | 25,1                               | 22,1                               |
| Temperatura média (°C)             | 22,1                               | 22,1                               | 20,6                               | 18,4                               | 15,5                               | 13,7                               | 13,7                               | 14,6                               | 15,9                               | 17,6                               | 19,4                               | 20,7                               | 17,9                               |
| Temperatura mínima média (°C)      | 17,8                               | 17,9                               | 16,5                               | 14,1                               | 11,3                               | 9,5                                | 9,4                                | 10,4                               | 12,1                               | 13,7                               | 15,3                               | 16,3                               | 13,7                               |
| Chuva (mm)                         | 222                                | 198                                | 164                                | 107                                | 95                                 | 101                                | 86                                 | 117                                | 142                                | 143                                | 129                                | 138                                | 1 642                              |
| Fonte:                             |                                    |                                    |                                    |                                    |                                    |                                    |                                    |                                    |                                    |                                    |                                    |                                    |                                    |
| Fontes: Climate-data               |                                    |                                    |                                    |                                    |                                    |                                    |                                    |                                    |                                    |                                    |                                    |                                    |                                    |

## Diretores da colônia
| Diretor                         | Nomeação               | Exoneração             |
| ------------------------------- | ---------------------- | ---------------------- |
| Carlos Othon Schlappal          | 1860                   | 1869                   |
| Manuel Antônio de Faria         | 3 de novembro de 1868  |                        |
| Joaquim José de Sousa Corcoroca | 19 de junho de 1869    | novembro de 1873       |
| Firmino José Correia, interino  |                        |                        |
| Gaspar Xavier Neves             | 17 de dezembro de 1873 | 17 de novembro de 1876 |
| José Cândido Duarte Silva       | 17 de novembro de 1876 | 1879                   |
| Alberto d'Aquino Fonseca        | 1879                   | 3 de dezembro de 1881  |

Emancipada a colônia, em 3 de dezembro de 1881, extinguiu-se automaticamente o cargo de diretor da colônia.

## Prefeitos de Angelina
Lista dos prefeitos a partir de 1963.
| PERÍODO   | PREFEITO                           | PARTIDO | VICE-PREFEITO                      | VOTOS |
| --------- | ---------------------------------- | ------- | ---------------------------------- | ----- |
| 1963-1968 | OSMAR CELSO KOERICH                |         |                                    |       |
| 1969-1972 | MIGUEL DE SOUSA                    |         |                                    |       |
| 1973-1976 | MAURO JONCK                        | ARENA   |                                    | 2.742 |
| 1977-1982 | JOSÉ GERMANO FUCK                  | ARENA   |                                    | 1.978 |
| 1983-1988 | AILTON LAUDELINO ANDRADE           | PDS     | OSMAR CELSO KOERICH                | 1.693 |
| 1989-1992 | EZEQUIEL CECILIANO TEIXEIRA GARCIA | PDS     | JOSE GERMANO FUCK                  | 2.159 |
| 1993-1996 | AILTON LAUDELINO ANDRADE           | PRN     | GABRIEL JOSE KREUSCH               | 2.153 |
| 1997-2000 | MAURO JONCK                        | PMDB    | EZEQUIEL CECILIANO TEIXEIRA GARCIA | 2.382 |
| 2001-2004 | AILTON LAUDELINO ANDRADE           | PPB     | Mario Luiz Perardt                 | 2.098 |
| 2005-2008 | Sérgio Murilo Costa                | PT      | Jose Pereira Alves                 | 2.219 |
| 2009-2012 | GILBERTO ORLANDO DORIGON           | PMDB    | Adair Francisco Possamai           | 2.161 |
| 2013-2016 | JOSÉ NILTON DA SILVA               | PMDB    | LEONARDO HAMMES                    | 2.173 |
| 2017-2020 | GILBERTO ORLANDO DORIGON           | PMDB    | LEONARDO HAMMES                    | 2.300 |
| 2021-2024 | Roseli Anderle (Rose)              | PT      | Sérgio Murilo Costa                | 1.720 |